# 영문법
영문법(英文法, 영어: English grammar)은 영어를 구사하는데 사용되는 문법이다.

## 개요
언어를 구사하기 위해서는 그 언어를 구성하는 요소들을 특정한 유형으로 묶는 규칙이 필요하다. 이 글에서는 형태론과 통사론에 기초하여 낱말과 구, 절을 구성 요소로 하는 문장을 문법의 기본 단위로 한다.
언어학에서 문법은 접근 방식에 따라 언어를 사용하는 화자(話者)들의 관습적인 규칙을 탐구하여 그 생성 원리를 연구하는 기술 문법과 기준 규칙을 세워 이에 따라 올바른 언어 사용과 그릇된 언어 사용을 구분하는 규범 문법으로 나뉠 수 있다. 영어는 매우 오랜 기간 동안 사용되어 오면서 큰 변화를 겪었고, 오늘날 전 세계에서 사용되고 있기 때문에 특정한 기준만으로 옳고 그름을 판단하는 것은 바르지 않기 때문에, 이 글에서는 기술 문법의 방식을 취하여 영문법을 설명하고자 한다.
앞서 언급한 바와 같이 실제 사용되는 영어는 역사적, 사회적 이유로 인해 매우 다양한 변이가 있다. 대표적인 예로 영국 영어와 미국 영어 사이의 차이를 들 수 있는데 두 영어는 어휘에서 조차 상당한 차이를 보인다. 게다가 같은 영국 영어라 하더라도 방언에 따라 세부적인 언어 생활 모습에 차이가 있다.
위와 같은 이유로 이 글에서 다루는 영어의 문법은 방송, 교육, 행정 등에서 통용되는 표준 영어를 기준으로 한다.

## 낱말과 구
영어의 낱말은 명사, 동사, 형용사, 부사, 대명사, 전치사, 접속사, 한정사로서 일곱 가지 유형이 있다. 이 중 한정사를 제외한 여섯 가지 종류의 낱말은 전통적으로 "화법(話法) 요소"라 불려왔다. 이 외에 영어에는 여러 가지 감탄사가 있으나 문장 구조를 이루는 요소로 인정되지는 않는다.
- 개방형 낱말과 폐쇄형 낱말

영어의 낱말은 새로운 낱말이 추가될 수 있는 지에 따라 개방적 유형과 폐쇄적 유형으로 구분할 수 있다. 예를 들어 일반 명사는 늘 신조어와 외래어들로 새로운 낱말이 추가되므로 개방적 유형의 낱말이다. 예를 들어 "24/7"(영어: Twenty four per seven, 하루 24시간, 일주일 내내)과 같은 신조어는 이미 일상 생활에서 흔히 쓰는 낱말이 되었다.
예문 - I'm working on it 24/7. (나 하루 종일, 일주일 내내 일하거든.)
그러나 대명사는 새로운 추가나 수정을 허용하지 않는 폐쇄적 유형의 낱말이다.
- 낱말 유형과 문법형

영어의 낱말은 때때로 여러 유형에 두루 쓰인다. 예를 들어 "run"은 일반적으로 동사로 쓰이지만 명사로 쓰일 수도 있다. 이와 같은 것을 "어휘항목"이라 한다.
예문 - It is a ten mile run to the town. (그 마을까지라면 10 마일은 가야지.)
run의 어휘항목에는 이렇게 원형 그대로 다른 유형의 낱말로 쓰이는 방식 외에도 "ran", "running"과 같이 어형이 변화하는 방식도 있다. 이와 같이 낱말이 변화하는 경우를 문법형이라 한다.
- 구의 유형

둘 이상의 낱말이 묶여 하나의 낱말 유형과 같이 취급되는 것을 구라 한다. 다음의 예문은 명사구이나 이외에도 동사구, 부사구과 같은 것들 역시 하나의 낱말 유형으로 취급된다. 예문에서는 굵은 글씨의 부분이 명사구를 이룬다.
예문 - The ancient pulse of germ and birth was shrunken hard and dry. ( 결실과 탄생의 오랜 흐름은 시들어 딱딱히 말라버렸다.  토머스 하디의 〈어스름 속 개똥지바귀〉 중에서 )

## 동사의 변화
- 시간의 표현에 따른 동사의 변화 - 영어의 동사는 시제 변화를 통하여 시간을 표현한다. 동사의 기본 시제 변화에는 과거형과 과거분사형이 있다.

예문 - Emily ran to Wendy's school and visited her.
- 주어의 유형에 따른 동사의 변화 - 영어의 동사는 주어의 유형에 따라 문법형이 변한다. 대표적인 예로 삼인칭 단수형 주어일 경우 동사에 어미 -s를 붙이는 것 등이 있다.

예문 - Wendy eats rice balls.

## 한정사
인도유럽어족에서는 명사의 상태를 명확히 하는 한정사가 사용된다. 영어의 한정사에는 관사, 수사, 지시 대명사 등이 있다. 영어는 다른 게르만어파와 비교할 때 명사의 성별을 구분하지 않고 격변화도 거의 없는 편이어서 한정사 역시 비교적 간단하다.

## 문장의 구성
영어 문장은 대부분 '~가, ... 이다, ~은' 의 형태로 이루어진다. 문장의 맨 앞에 위치하여 '~은, ~는, ~이, ~가' 로 해석되고 동작이나 상태의 주체가 되는 부분을 주부라고 하며, 주부 다음에 위치하여' ...이다, ...하다' 로 해석되고 주부의 동작이나 상태를 설명하는 부분을 술부라고 한다. 주부의 중심이 되는 말을 주어(Subject)라고 하고, 술부의 중심이 되는 말을 술어동사(Predicative Verb), 또는 동사(Verb)라고 한다.
문장의 구성요소는 주어와 동사, 목적어, 보어, 수식어가 있다.
또한  구의 종류는 명사구, 형용사구, 부사구가 있다.
 절의 종류 또한 명사절, 형용사절, 부사절이 있다.

## 문장의 유형
영어의 문장 유형에는 서술문, 부정문, 의문문, 가정문 등이 있다.
- 서술문
  - Nathan is a friend of Sung-hoon.
  - I have visited Japan last year.
- 부정문: Eddie doesn't know Philip.
- 의문문
  - 직접: Is Ryan going to sleep tonight?
  - 간접: I wonder why Tony has a love for linguistics.
- 가정문

## 주해
1. ↑  특히 BBC에서 사용되는 BBC 영어의 경우 흔히 영국 영어의 표준으로 언급된다.
2. ↑  en:The Darkling Thrush에서 전문을 볼 수 있다.

## 참고 문헌

### 문법 서적
- Biber, Douglas; Johansson, Stig; Leech, Geoffrey; Conrad, Susan; Finegan, Edward (1999). Longman grammar of spoken and written English. p. 1203. ISBN 0-582-23725-4.
- Carter, Ronald; McCarthy, Michael (2006). Cambridge Grammar of English: A Comprehensive Guide. Cambridge University Press. p. 984. ISBN 0-521-67439-5.
- Celce-Murcia, Marianne; Larsen-Freeman, Diane (1998). The Grammar Book: An ESL/EFL teacher's course, 2nd ed.. Heinle & Heinle. p. 854. ISBN 0-8384-4725-2.
- Chalker, Sylvia; Weiner, Edmund, ed. The Oxford Dictionary of English Grammar. Oxford University Press. p. 464. ISBN 0-19-280087-6.
- Cobbett, William (1883). A Grammar of the English Language, In a Series of Letters: Intended for the Use of Schools and of Young Persons in General, but more especially for the use of Soldiers, Sailors, Apprentices, and Plough-Boys. New York and Chicago: A. S. Barnes and Company.
- Cobbett, William (2003, originally 1818). A Grammar of the English Language (Oxford Language Classics). Oxford University Press. p. 256. ISBN 0-19-860508-0.
- Curme, George O. (1978; original 1931, 1935). A Grammar of the English Language: Volumes I (Parts of Speech) & II (Syntax). Verbatim Books. p. 1045. ISBN 0-930454-03-0.
- Greenbaum, Sidney (1996). Oxford English Grammar. Oxford and New York: Oxford University Press. p. 672. ISBN 0-19-861250-8.
- Greenbaum, Sidney (1990). A Student's Grammar of the English Language. Addison Wesley Publishing Company. p. 496. ISBN 0-582-05971-2.
- Halliday, M. A. K. (2004). An Introduction to Functional Grammar, 3rd. edition. London: Hodder Arnold. p. 700. ISBN 0-340-76167-9.
- Huddleston, Rodney D. (1984) Introduction to the grammar of English. Cambridge: Cambridge University Press.
- Huddleston, Rodney D. (1988) English grammar: An outline. Cambridge: Cambridge University Press.
- Huddleston, Rodney D.; Pullum, Geoffrey K., eds (2002). The Cambridge grammar of the English language. Cambridge University Press. p. 1860. ISBN 0-521-43146-8.
- Huddleston, Rodney D.; Pullum, Geoffrey K. (2005). A student's introduction to English grammar. Cambridge University Press. p. 320. ISBN 0-521-61288-8.
- Jespersen, Otto. (1909–1949). A modern English grammar on historical principles (Vols. 1-7). Heidelberg: C. Winter.
- Jespersen, Otto (1933). Essentials of English Grammar: 25th impression, 1987. London: Routledge. p. 400. ISBN 0-415-10440-8.
- Jonson, Ben (1756). "The English grammar: Made by Ben Jonson for the benefit of all strangers, out of his observation of the English language now spoken and in use". The Works of Ben Jonson: Volume 7. London: D. Midwinter et al.
- Kolln, Martha J. (2006). Rhetorical Grammar: Grammatical Choices, Rhetorical Effects, 5th edition. Longman. p. 336. ISBN 0-321-39723-1.
- Kolln, Martha J.; Funk, Robert W. (2008). Understanding English Grammar (8th Edition). Longman. p. 453. ISBN 0-205-62690-4.
- Morenberg, Max (2002). Doing Grammar, 3rd edition. New York: Oxford University Press. p. 352. ISBN 0-19-513840-6.
- Quirk, Randolph; Greenbaum, Sidney; Leech, Geoffrey; & Svartvik, Jan. (1972). A grammar of contemporary English. Harlow: Longman.
- Quirk, Randolph (1985). A comprehensive grammar of the English language. Harlow: Longman. p. 1779. ISBN 0-582-51734-6.
- Strang, Barbara M. H. (1968) Modern English structure (2nd ed.) London: Arnold.
- Zandvoort, R. W. (1972) A handbook of English grammar (2nd ed.) London: Longmans.

### 전문 서적
- Adams, Valerie. (1973). An introduction to modern English word-formation. London: Longman.
- Bauer, Laurie. (1983). English word-formation. Cambridge: Cambridge University Press.
- Halliday, M. A. K. (1985/94). Spoken and written language. Deakin University Press.
- Huddleston, Rodney D. (1976). An introduction to English transformational syntax. Longman.
- Huddleston, Rodney D. (2009). The Sentence in Written English: A Syntactic Study Based on an Analysis of Scientific Texts. * Cambridge University Press.　. p. 352. ISBN 0-521-11395-4.
- Jespersen, Otto (1982). Growth and Structure of the English Language. Chicago and London: University of Chicago Press. p. 244. ISBN 0-226-39877-3.
- Kruisinga, E. (1925). A handbook of present-day English. Utrecht: Kemink en Zoon.
- Leech, Geoffrey N. (1971). Meaning and the English verb. London: Longman.
- Marchand, Hans. (1969). The categories and types of present-day English word-formation (2nd ed.). München: C. H. Beck.
- McCawley, James D. (1998). The syntactic phenomena of English (2nd ed.). Chicago: The University of Chicago Press.
- Palmer, F. R. (1974). The English verb. London: Longman.
- Palmer, F. R. (1979). Modality and the English modals. London: Longman.
- Plag, Ingo. (2003). Word-formation in English. Cambridge: Cambridge University Press.
- Porter, Douglas (2012) Mastering A, An, The: English Articles Solved.
- Scheurweghs, Gustave. (1959). Present-day English syntax: A survey of sentence patterns. London: Longmans.